# Thais Guisasola
Thais Guisasola (São Francisco, 1987) é uma diretora, roteirista e atriz de cinema.
Formada em Cinema e Filosofia Política pela Hampshire College, em Massachusetts, E.U.A, e pós-graduada em Roteiro de Ficção no SENAC, em São Paulo, Brasil.
Conheceu a parceira de trabalho e cineasta Simon(e) Jaikiriuma Paetau em Havana, Cuba.
Em 2018 estreou o longa-metragem O Sussurro do Jaguar, dirigido ao lado de Paetau.  
O filme estreou na Documenta 14 com curadoria de Paul B. Preciado e conquistou o prêmio de melhor direção no FICCI em 2018. Segundo críiticas foi considerado um filme com uma proposta de mostrar a dicotomia que é produzida entre o artificial e o natural, celebrando o híbrido e as misturas entre o ancestral e o moderno. 
Em 2019, Guisasola atuou como roteirista do projeto Boca a Boca, do showrunner Esmir Filho e original da NETFLIX. 

## Filmografia
- O Sussurro do Jaguar (longa-metragem - diretora/roteirista/atriz)
- Boca a Boca (série Netflix - roteirista)
- Lua Verde (Curta-metragem - diretora/roteirista com Simon(e) J Paetau)
- Ventanas para tus colores (curta-metragem - diretora/roteirista)
- Fátima (video-arte - diretora/roteirista)